# Флоренс Бел
Флоренс Изабел Џејн Бел  (енгл. Florence Isabel Jane Bell; Торонто, 2. јул 1910 — Форт Мајерс, 1. јул 1998) била је канадска атлетичарка, чија је специјалност била трка на 100 метара.

## Биографија
Флоренс Бел је у атлетици била од ране младости. Отац ју је рано назвао „Каламити Џејн“ и име Џејн је пратило целог живота. Љубав према спорту усадио јој је отац који је у младости био веома добар лакрос играч. Са само 13 година такмичила се за Канаду против девојака из тима САД
Била је члан канадске делегације на Олимпијским играма 1928. у Амстердаму, када су жене први пут учествовале у атлетским такмичењима на олимпијским играма. Такмичила се у дисциплинама трчања на 100 м и штафети 4 х 100 метара. На 100 метара није успела да се пласира у финале. Штафета у саставу Фани Розенфилд, Етел Смит, Флоренс Бел и Миртл Кук освојила је златну медаљу, а постигнутим резултатом 48,4 поставили су светски и олимпијски рекорд. 
После Олимпијских игара 1928. студирала је на Margaret Eaton School за девојке. Године 1929. била је канадски првак у трци на 60 метара са препонама, бацању копља и бејзбол бацању. Дипломирала је 1930. и постала инструктор физичког васпитања, запослила се и завршила спортску каријеру. После удаје, преселила се у САД, и постала амерички држављанин. 
Када је умрла 1998, била је последња преживела из канадске штафете из 1928.